# 次の日ケロリ
次の日ケロリ（つぎのひケロリ）とは、『モノクロブー』『アフロ犬』などのキャラクターを手がけるサンエックスで、タケウチユミコによってデザインされた、カエルをモチーフにしたキャラクターグッズ用キャラクター群である。2006年3月に誕生した。

## 展開
ぬいぐるみや絵本などの商品展開がされている。

## キャラクター
- ケロリ…正式名は「次の日ケロリ」どんなにショックなことがあっても、次の日にはケロリとしている。悩んだり、悲しいことに遭遇すると体色が緑色に変化する。幸せな気分になったり、悪い記憶を忘れてリセットすると真っ白に変化する。口ぐせは「ま、いいケロ」。好きな食べ物はドーナツ。誕生日は２月６日(この日に商品が発売)
- トチュウ…ケロリの親友。体色は金色で、おたまじゃくしのような体型をした生物。自分もいつか「次の日ケロリ」みたいになりたいと思っている。
- にじ虫…ケロリが落ち込んでいると、どこからともなく現れる。体色は水色で、蝶々の幼虫のような体型をしている。ケロリがケロリとすると、いつの間にか消えてしまう。

## 絵本
- 『次の日ケロリ ― いつだって明日はいい日』（タケウチユミコ、主婦と生活社、2006/07、ISBN 978-4391133066）
- 『次の日ケロリ2』（タケウチユミコ、主婦と生活社、2007/05、ISBN 978-4391134216）
- 『次の日ケロリ3　幸せのタネ植えるケロ』（タケウチユミコ、主婦と生活社、2008/05/30、ISBN 978-4-391-13619-7）